# Duda Molinos
Duda Molinos (Porto Alegre, 21 de dezembro de 1964 - São Paulo, 07 de julho de 2019) foi um maquiador e cabeleireiro brasileiro.
Aos 13 anos, Duda Molinos freqüentou aulas de desenho e pintura no ateliê de arte da prefeitura de Porto Alegre. Aos 14 anos já morava sozinho e seu primeiro emprego foi no salão de beleza Scalp, em Porto Alegre.
Em 1984 iniciou no circuito de moda paulistano. Já assinou como coordenador de beleza os desfiles de Paco Rabanne, Pierre Cardin, Gaultier Jeans, Christian Dior, Christian Lacroix, Vivianne Westwood, Blue Marine e Sonia Rikiel realizados no Brasil.
Atualmente, era criador de beleza para os desfiles dos principais estilistas nacionais, para as campanhas publicitárias das grifes de moda e beleza e para os editoriais de mídia impressa. Foi considerado um dos melhores maquiadores do país.
Assinou a coluna Personalidades, na Revista Quem Acontece e participou do Programa Ana Maria Braga dando dicas de beleza. Assinou o make-up dos desfiles da Eugênia Fleury em São Paulo, participou das edições do Fashion Rio no stand da L´Oreal, assinou cabelo e maquiagem do VI Agulhas da Alta Moda Brasileira, assinou o make-up do desfile da Ellus, numa das edições da São Paulo Fashion Week e já foi contratado pela Rede Globo para assumir a composição visual do elenco do Programa Fama.
Em 2000, Duda lançou seu livro Maquiagem.
Recebeu vários prêmios em sua carreira. Vencedor de quase todas as edições do Prêmio Avon Color de Maquiagem e recebeu o Prêmio Abit de melhor maquiador. Seu primeiro prêmio foi o de melhor categoria Make Up no concurso Phytoervas Fashion Awards de 1997/1998.
Foi jurado do programa Brazil's Next Top Model e curador de beleza do Movimento HotSpot. 